# Retrocàrrega

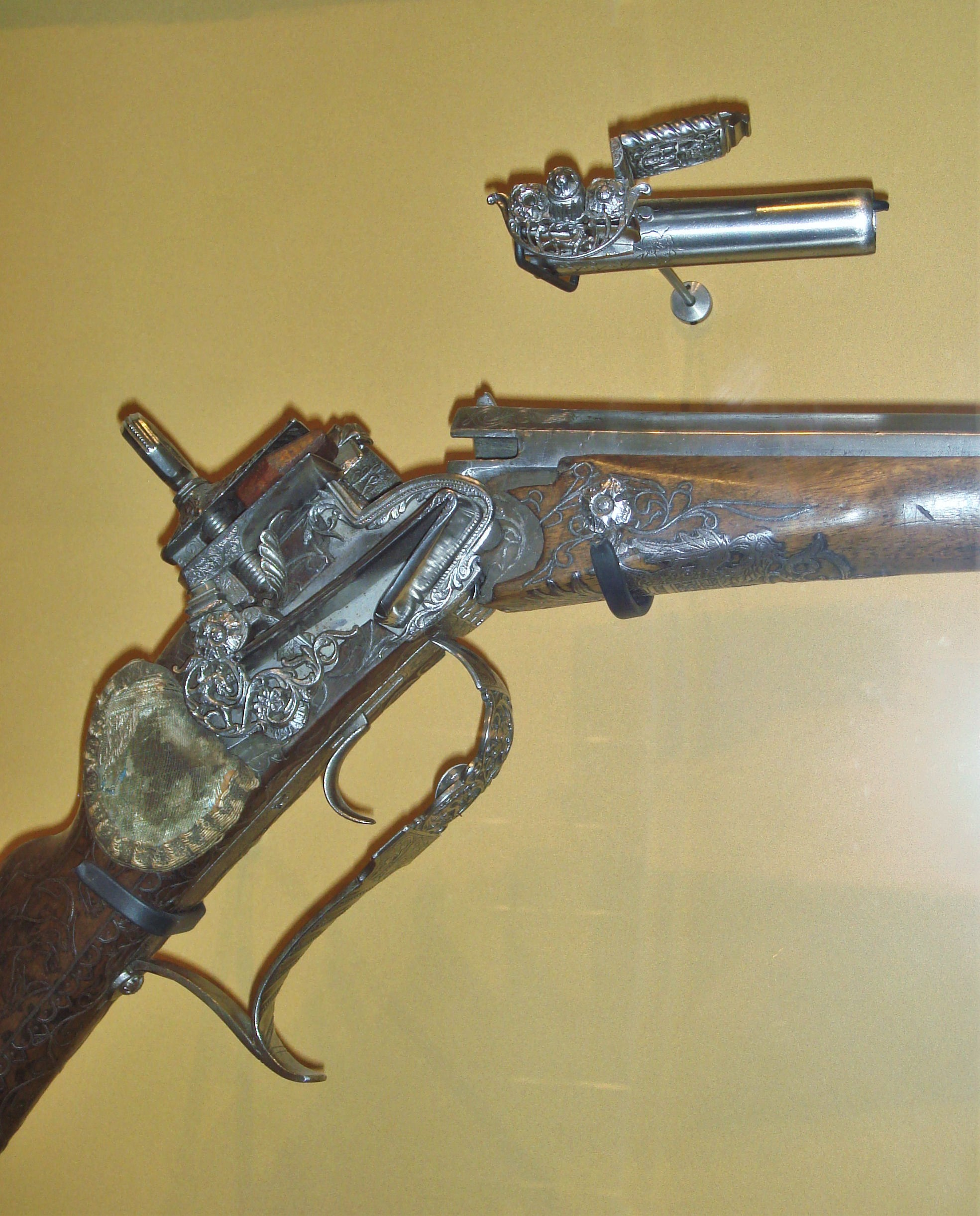
Mecanisme d'un mosquet de retrocàrrega de Felip V d'Espanya (detall).

Una arma de retrocàrrega és una arma de foc en la qual el projectil és carregat per la part posterior del canó (culata), al contrari de les armes d'avantcàrrega en les quals, el projectil i el propel·lent s'introdueixen dins l'ànima del canó per la boca.

## Els tancaments (forrellats)

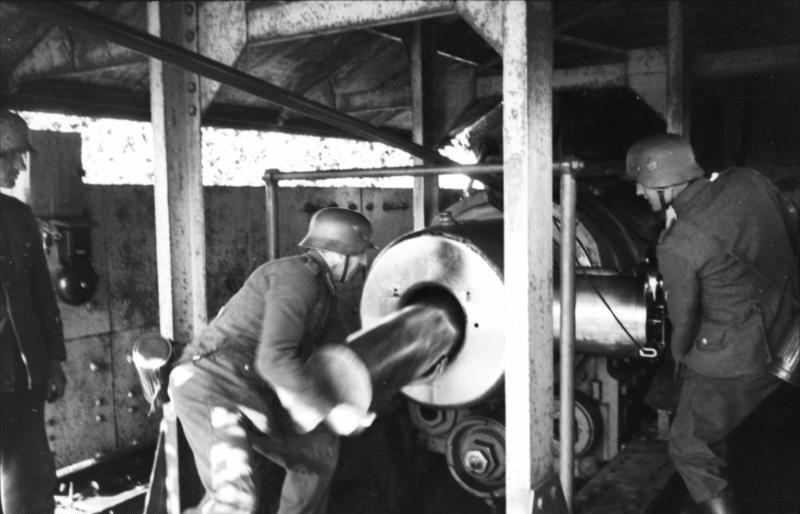
Alimentació d'un canó de retrocàrrega

El tancament és un aparell que permet carregar la peça per la culata i per a això ha de complir una doble funció: resistir la pressió dels gasos produïts en la combustió de la pólvora i obturar la part posterior de la recambra per evitar la fuita d'aquests gasos .
Com a conseqüència del ratllat del canó, cap a 1860 van començar a aparèixer en els exèrcits europeus peces de retrocàrrega de diferents tipus, basades en el tancament de falca o en el de cargol. Des feia molt temps s'havien experimentat amb peces de retrocàrrega que no van poder prosperar. El piemontès Cavalli, per exemple, va proposar un tancament de falca, i molts altres invents. El més antic tancament que es va utilitzar va ser el del suec Wahrendorff que va idear un tancament d'èmbol i forrellat transversal cap a 1840, sistema que es va adoptar a Prússia, Àustria, França i Bèlgica per a les peces de setge i plaça.
Els aparells de tancament que es van generalitzar van ser:

### Tancaments de cargol
Estan constituïts per un bloc cilíndric o troncocònic d'acer, amb diversos sectors llisos i altres roscats, que entra a rosca en l'allotjament de la culata. El tancament gira al voltant d'una frontissa vertical, introduint-se en el canó. Un cop dins, es fa girar el tancament entorn de l'eix longitudinal del canó de tal manera que les rosques del canó i del tancament actuïn com femella i cargol.
El de cargol cilíndric partit el va adoptar la casa francesa Schneider i d'ell es van derivar els canons espanyols Plasencia, Díaz Ordóñez, Onofre Mata, Verds Montenegro i Álvarez de Sotomayor. Altres tipus els van emprar les cases angleses Armstrong, Vickers i Maxim-Nordenfeld, que després van adaptar peces d'artilleria de costa.

### Tancaments de falca
Estan formats per un bloc prismàtic o cilindre-prismàtic d'acer en forma de falca, que s'introdueix en un encaix o mortasa practicada a la culata de la peça. El tancament de falca cilindre-prismàtica. Va ser el que va adoptar la molt avançada casa Krupp de Essen (Alemanya) en aquesta època prussiana .

### Tancament excèntric
El tancament és un disc amb eix de rotació paral·lel al longitudinal del canó i rosca contínua que es cargola en el tub del canó. El disc té una finestra circular que el moviment de rotació del disc en la posició de càrrega o al contrari en posició de tancament.

### Tancament de pistó
Un pistó és introduït al canó i és travat amb un forrellat perpendicular que passa a través d'orificis fets al canó i en el pistó.

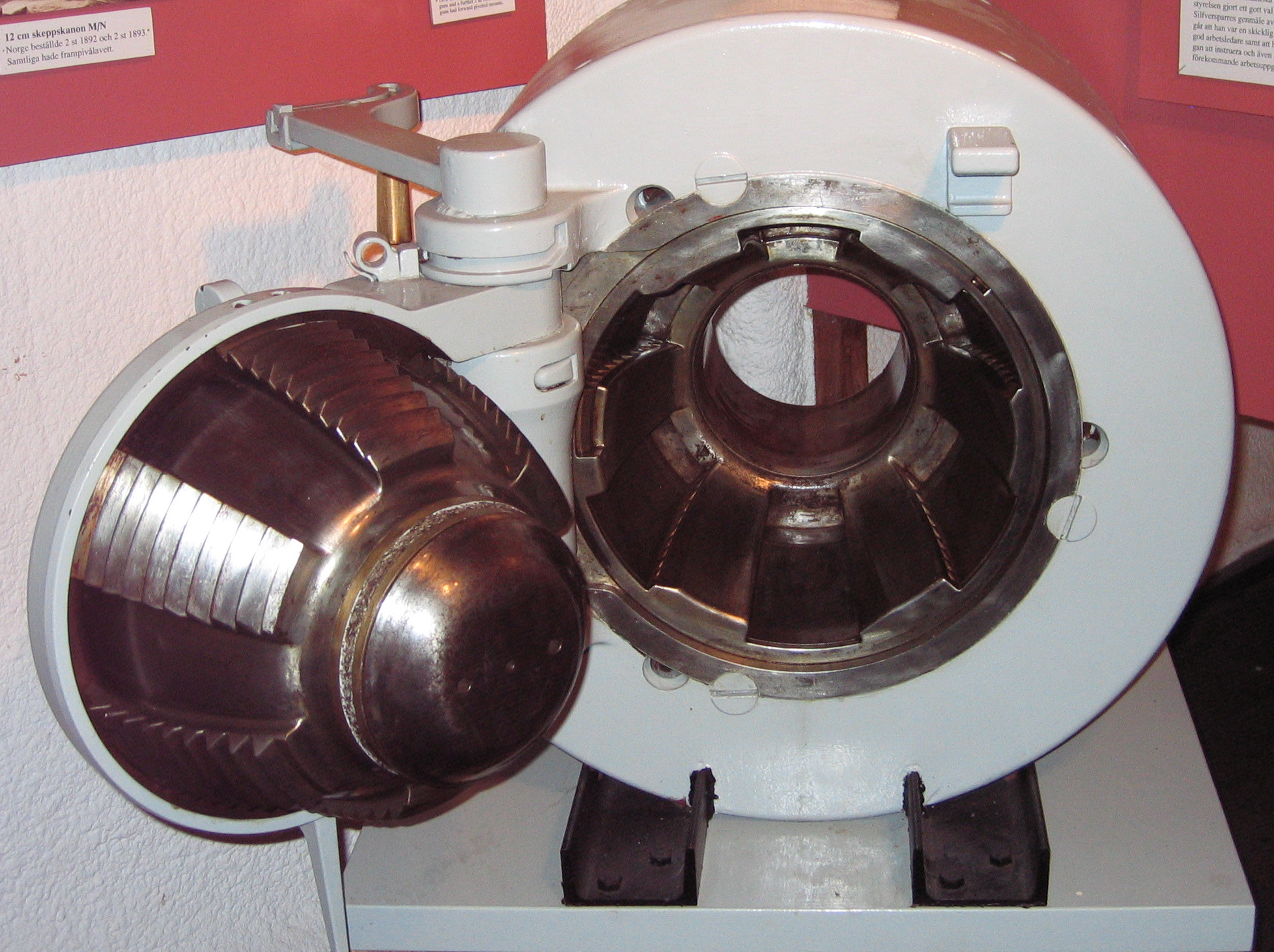
Tancament de cargol
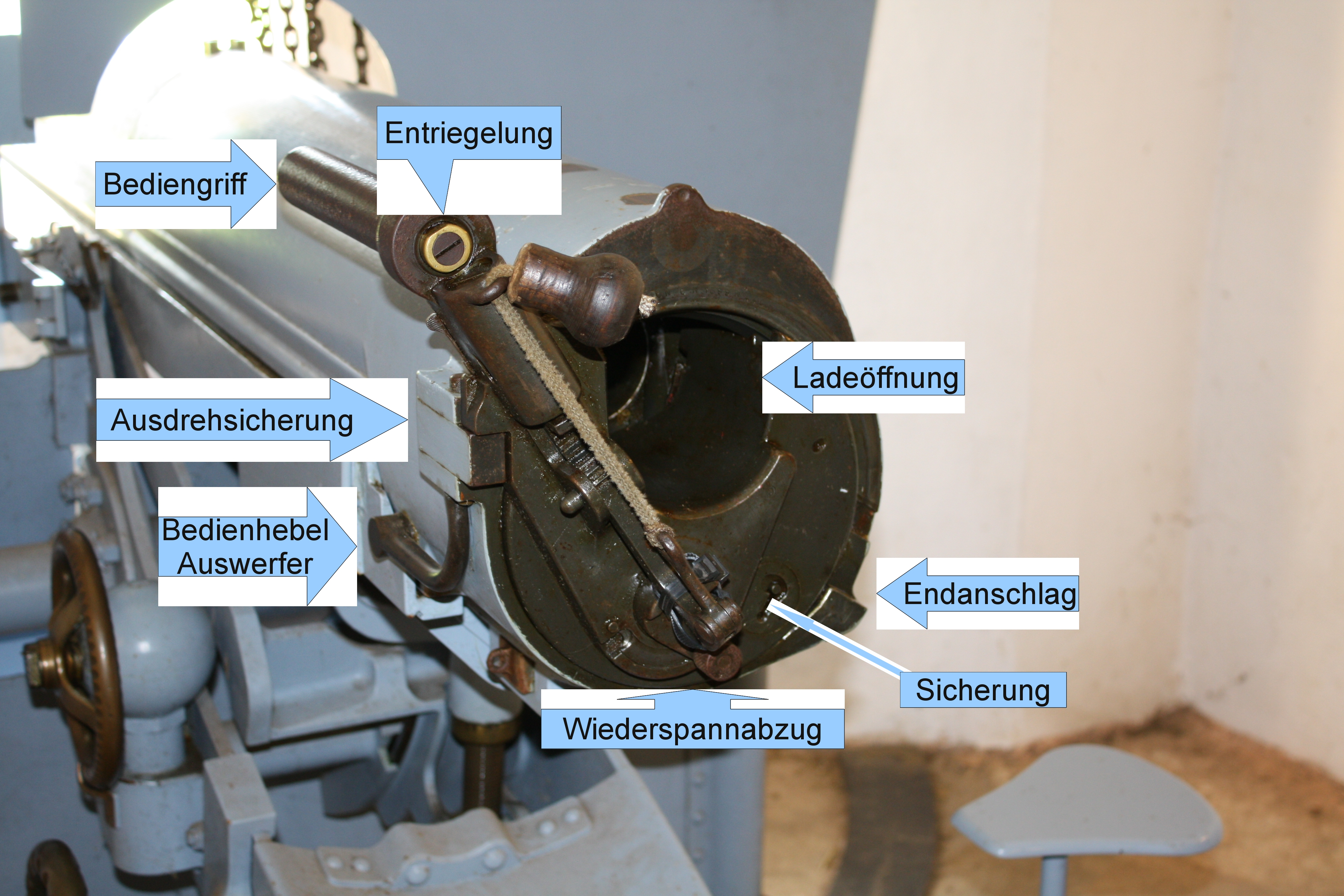
Tancament excèntric
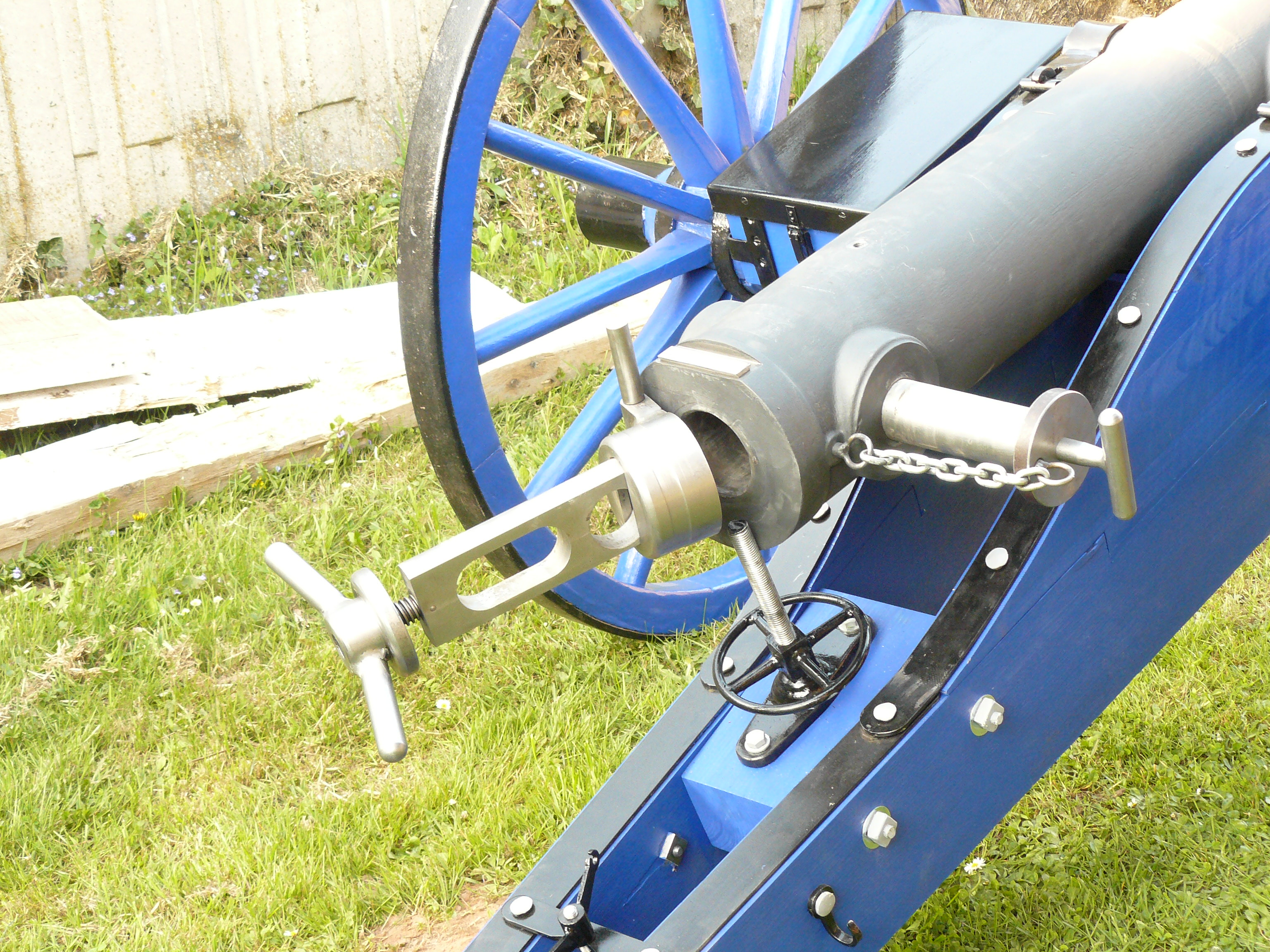
Tancament de pistó

## Primeres peces de retrocàrrega
Un dels primers canons de retrocàrrega que s'estandarditzà per l'artilleria va ser el Krupp de 8 cm de llarg, d'acer fos, amb dotze ratlles, muntat en una carreta de fusta de galtes corregudes. Tenia un abast màxim de 3450 m, tota una proesa per aquella època.
El General Elorza, va influir en la transformació i millorament material militar a Espanya, va proposar la fabricació d'un canó de bronze de 8 cm de retrocàrrega, igual als de Krupp però més curt, es va realitzar en Sevilla i va resultar similar als d'acer i sent adoptat al desembre de 1869. El primer que es va construir s'exposa a la Sala d'Artilleria del Museu de l'Exèrcit de Madrid.
El Comandant Espanyol Plasencia, durant la Tercera Guerra Carlina, va desenvolupar un canó d'acer de 8 cm per muntanya, de retrocàrrega, amb tancament de cargol partit, amb el qual es va aconseguir superar a l'artilleria carlina, que fins llavors dominava gràcies als canons anglesos Withworth.
El ratllat dels canons de bronze patia un desgast considerable, per la qual cosa, en 1874, es comencen proposar millores començant per fabricar tubs de bronze comprimit o bronze-acer, d'una duresa molt més gran, inventat pel Coronel austríac Uchatius. Per la mateixa raó, en les peces de ferro colat, de costa (canons per a la protecció de ports, fronteres marítimes, etc), de grans calibres, es va emprar un sistema amb "cèrcols", que consistia a col·locar al voltant del tub uns cèrcols d'acer que augmentaven notablement la seva resistència.
Ja en les dècades de 1880, un sistema complet de peces de campanya van estar disponibles, entre les quals es va fabricar en sèrie el canó de 8 cm, que va donar magnífics resultats i amb el qual es va dotar les bateries a cavall i regiments muntats de diversos països.
Per a l'artilleria de setge també es van fabricar peces ratllades de bronze comprimit ja estàndard en els exèrcits el 1891.